# Masdevallia bicolor
Masdevallia bicolor là một loài lan được tìm thấy ở miền tây Nam Mỹ đến tây bắc Venezuela.

## Hình ảnh

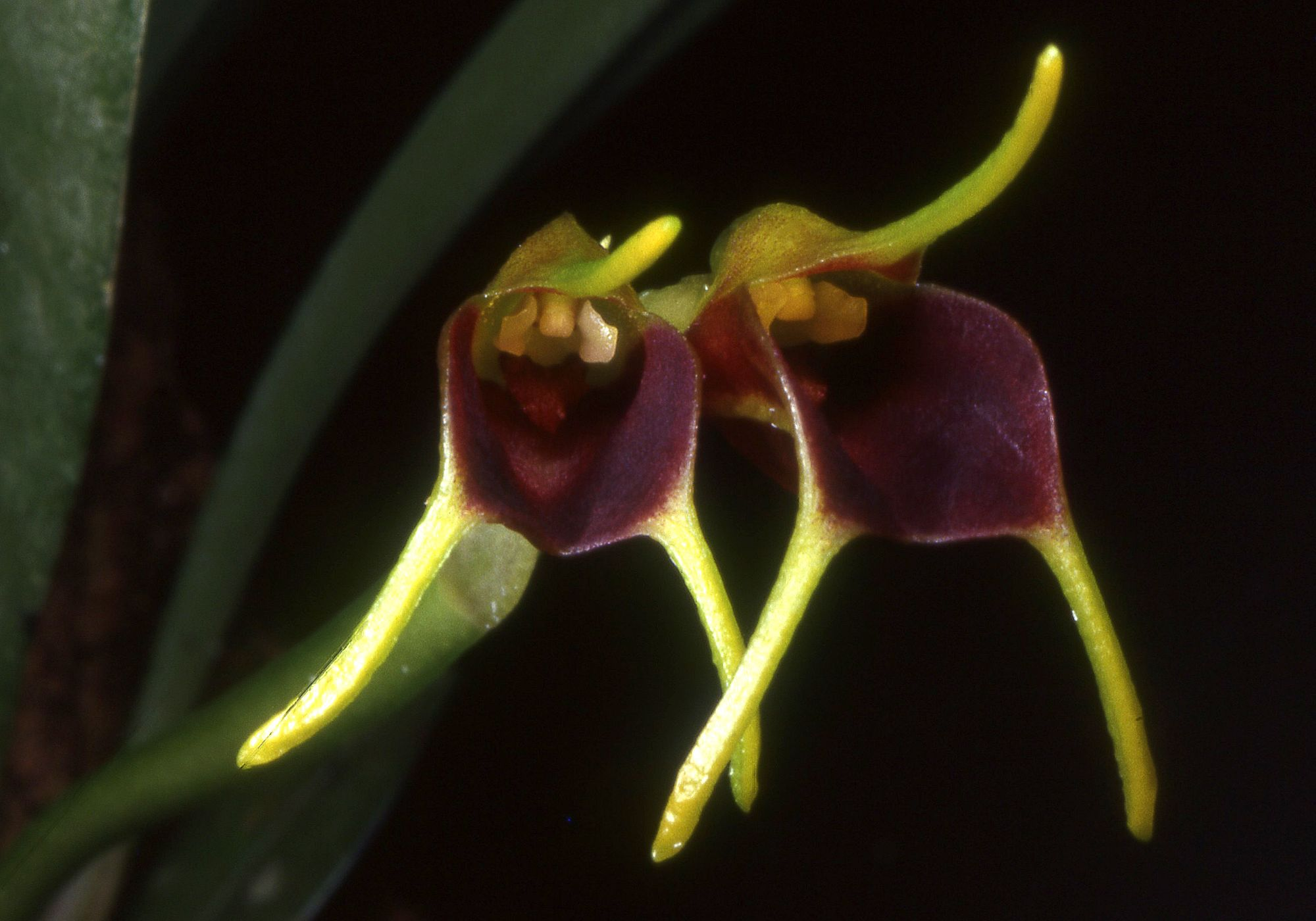
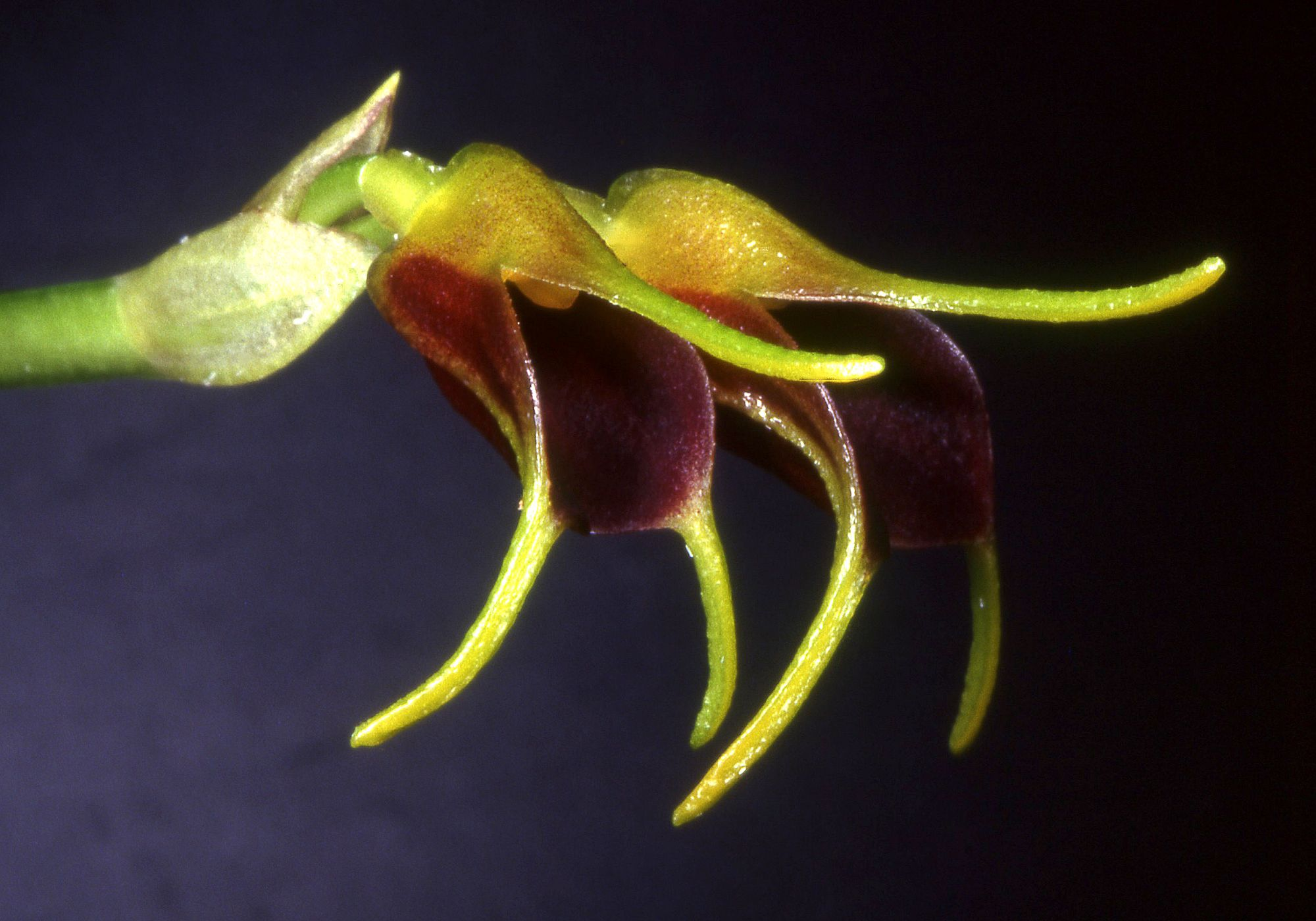
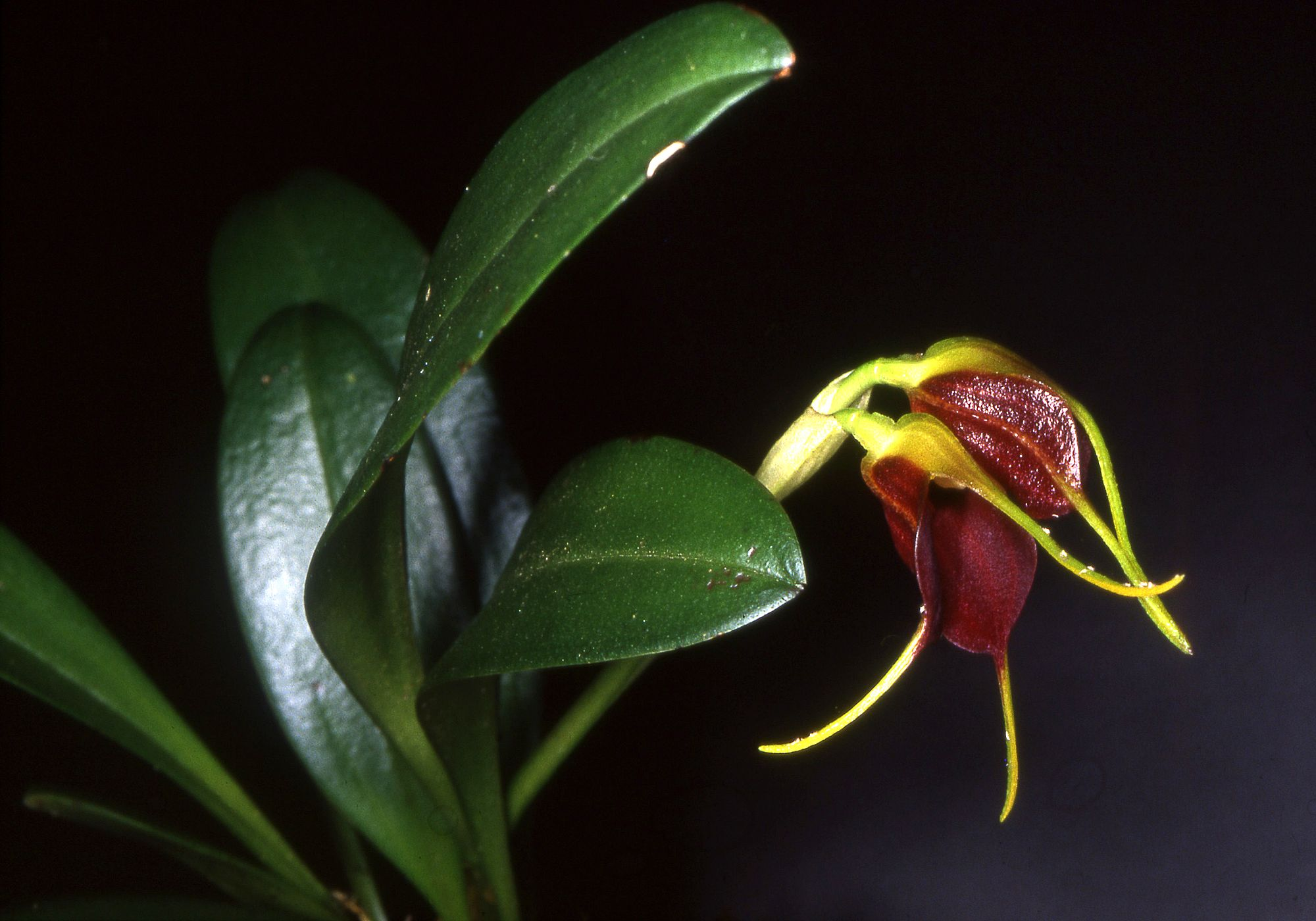
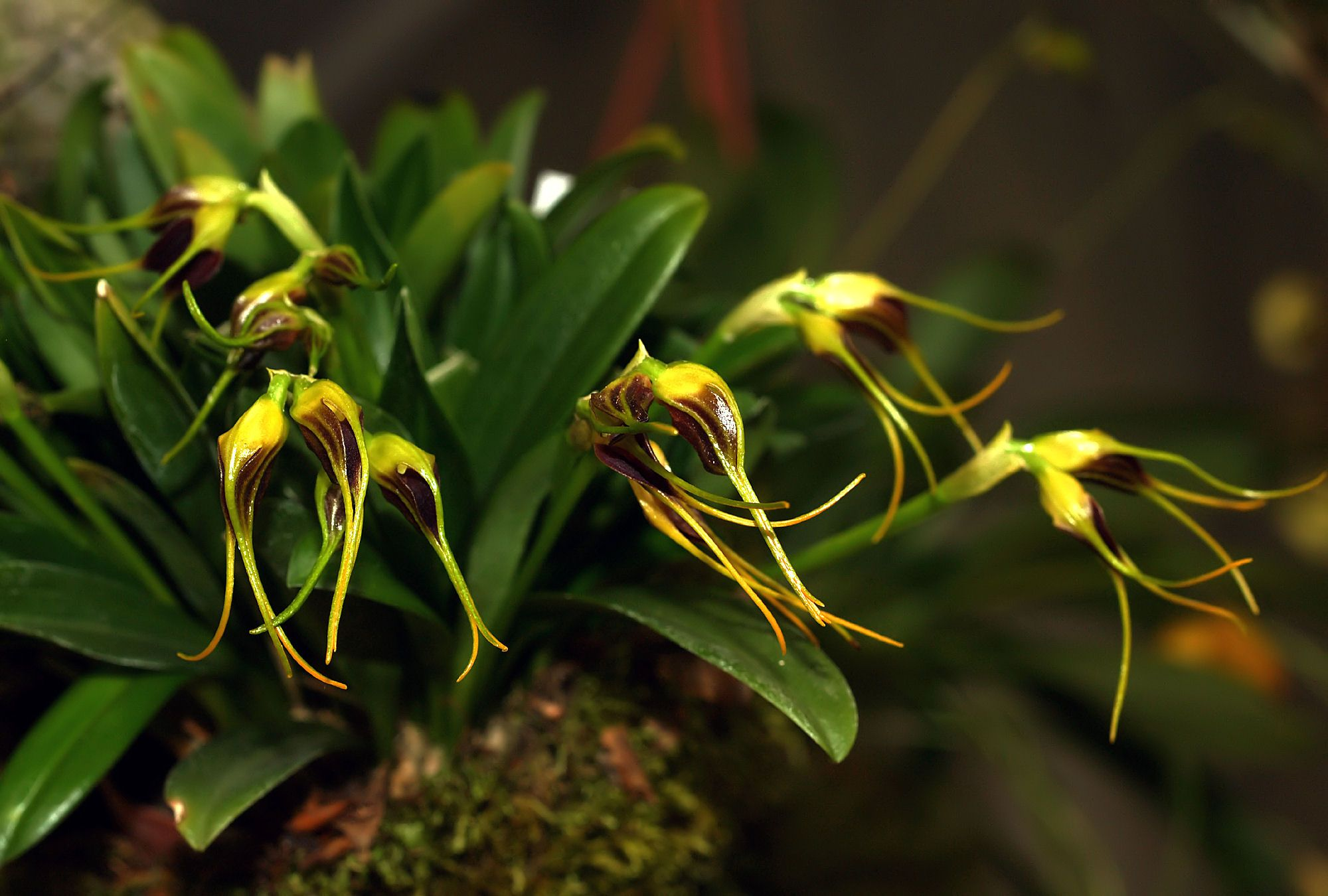